# Utadesmus henriensis
Utadesmus henriensis är en mångfotingart som först beskrevs av Chamberlin 1930.  Utadesmus henriensis ingår i släktet Utadesmus och familjen plattdubbelfotingar. Inga underarter finns listade i Catalogue of Life.